# 버크너섬

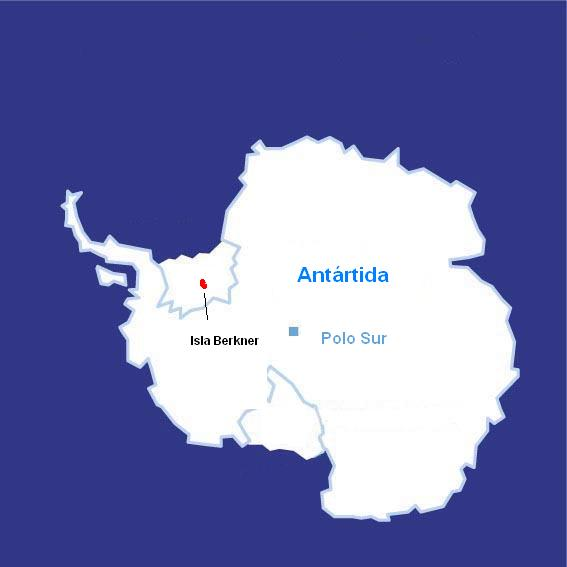
버크너 섬의 위치

버크너섬(Berkner Island) 또는 허블리섬(Hubley Island)는 남극 대륙의 얼음으로 덮여있는 섬이다. 길이 320 km, 폭 135 km, 면적 43873.1 km2 가량이다. 알렉산더 섬에 이어 남극에서 두 번째로 큰 섬이다. 세계에서 가장 남쪽에 위치한 섬이기도 하나, 일 년 내내 빙붕에 덮여 있어, 바다와의 거리는 17 km나 된다.

## 같이 보기
- 남극의 영유권 주장 목록